# 杉山尚次郎
杉山 尚次郎 （すぎやま しょうじろう、1929年11月16日 – 2015年6月25日）は、日本の空手師範。杉山は60年代後半から70年代にかけて、アメリカ合衆国中西部全域で松濤館空手の構築と宣伝に貢献したとされている。1954年、2種類の空手の訓練を受けた後、 日本空手道協会 （ 四谷 ）で勉強を始めた。1963年に空手を教えるために米国のシカゴに来るように招待される。彼の門下の多くは、 イリノイ 、 アイオワ 、 インディアナ 、 ミシガン 、 ウィスコンシンと、至る所で独自の道場を作り続けてきた。 晩年、空手の訓練を改善し、武道家のためのレーダーシステムを形成するために、杉山は中国の 気 の利用と開発に焦点を当てていた   。

## 著書
| 題名                     | 発行年 | ISBN                   |
| ------------------------ | ------ | ---------------------- |
| 空手の11の革新           | 2005年 | ISBN 978-0-9669048-3-3 |
| 松濤館廿五の形           | 1984   | ISBN 978-0-9669048-0-2 |
| オーラ、キー、ヒーリング | 2002   | ISBN 978-0-9669048-4-0 |
| 鬼頭空手                 | 1994   |                        |
| 空手、心身の同期         | 1977   |                        |
| 組手形                   | 1993   |                        |
| 空手の基本原則           | 1991   |                        |

## 参考
- アメリカンサムライ 、vol。 2006年15月